# Ćirilica
Ćirilica je pismo koje se rabi u istočnoj Europi, te sjevernoj i središnjoj Aziji. Ćirilicu koriste sljedeći slavenski jezici (neki isključivo, a neki ravnopravno uz latinicu):
- ruski
- ukrajinski
- bjeloruski
- bugarski
- makedonski
- srpski, uz latinicu
- crnogorski, uz latinicu
- bošnjački, uz latinicu.

Ćirilicu rabe i mnogi neslavenski jezici na području bivšeg Sovjetskog Saveza (kazaški, kirgiski, tatarski, baškirski, čečenski) i njegovih satelitskih država (Mongolija). Do 1860. godine ćirilica se rabila i u Rumunjskoj, a do 1990. i u Moldaviji. Na latinicu su prešli i neki drugi jezici država koje su nastale raspadom Sovjetskog Saveza, npr. azerski, turkmenski i uzbečki.
Ulaskom Bugarske u EU 1. siječnja 2007., ćirilica postaje treće službeno pismo EU, uz latinicu i grčko pismo. Prema podatcima iz 2011. godine 252 milijuna ljudi u Euroaziji rabi ćirilicu kao službeno pismo za svoj narodni jezik.
Ćirilica je pismo koje se pojavilo nakon glagoljice, slavenskog pisma koje su u 9. st. razvili Ćiril i Metod, da bi približili Sveto Pismo slavenskim narodima na balkanskom poluotoku. Glagoljica je bila dosta složena, pa su učenici Ćirila i Metoda stvorili novo pismo koristeći grčki alfabet, dok su slova tipična za slavenske jezike i koja ne postoje u grčkom pismu ostala u izvornom obliku iz glagoljice. U 12. st. ćirilica je glavno pismo u pravoslavnih Slavena, a uporaba glagoljice zadržala se uglavnom kod Hrvata u nekim djelovima Hrvatske i Slovenije. Kod Hrvata se javlja posebna hrvatska redakcija ćirilice koja je bila u uporabi do polovice 19. stoljeća, a u nekim krajevima u lokalnoj komunikaciji i u 20. stoljeću. Svojim imenom ćirilica odaje počast sv. Ćirilu koji je stvorio glagoljicu, a time posredno i ćirilicu. Ćirilicu je prema jednom mišljenju izmislio Kliment Ohridski, Ćirilov i Metodov učenik, ali ova tvrdnja je sporna. 

## Slova ćirilice
Poput abecede u hrvatskom jeziku, ćirilična abeceda u srpskom jeziku (azbuka) ima 30 slova. Slova azbuke poredana su drugim redoslijedom. 
| red. br. | Ћирилица | Latinica |
| -------- | -------- | -------- |
| 1        | А, а     | A, a     |
| 2        | Б, б     | B, b     |
| 3        | В, в     | V, v     |
| 4        | Г, г     | G, g     |
| 5        | Д, д     | D, d     |
| 6        | Ђ, ђ     | Đ, đ     |
| 7        | Е, е     | E, e     |
| 8        | Ж, ж     | Ž, ž     |
| 9        | З, з     | Z, z     |
| 10       | И, и     | I, i     |
| 11       | Ј, ј     | J, j     |
| 12       | К, к     | K, k     |
| 13       | Л, л     | L, l     |
| 14       | Љ, љ     | Lj, lj   |
| 15       | М, м     | M, m     |
| 16       | Н, н     | N, n     |
| 17       | Њ, њ     | Nj, nj   |
| 18       | О, о     | O, o     |
| 19       | П, п     | P, p     |
| 20       | Р, р     | R, r     |
| 21       | С, с     | S, s     |
| 22       | Т, т     | T, t     |
| 23       | Ћ, ћ     | Ć, ć     |
| 24       | У, у     | U, u     |
| 25       | Ф, ф     | F, f     |
| 26       | Х, х     | H, h     |
| 27       | Ц, ц     | C, c     |
| 28       | Ч, ч     | Č, č     |
| 29       | Џ, џ     | Dž, dž   |
| 30       | Ш, ш     | Š, š     |

Ruska ćirilica ima dodatna slova, koja su nastala iz staroslavenskih glasova, najviše slova "jat". To su:
- Ё, ё – "jo"
- Й, й – kratko "i" (čita se slično kao "j")
- Щ, щ – "šč"
- Ъ, ъ – tvrdi znak
- Ы, ы – jeri (tvrdo "i")
- Ь, ь – meki znak
- Э, э – E, e
- Ю, ю – "ju"
- Я, я – "ja"

Dodatna ukrajinska slova:
- Ї, ї – "ji"
- Є, є – "je"
- Ґ, ґ – G, g
- І, і – I, i

Dodatna bjeloruska slova:
- Ў, ў – kratko "у"

Dodatna makedonska slova:
- Ѓ, ѓ – Đ, đ
- Ѕ, ѕ – Dz, dz
- Ќ, ќ – Ć, ć

Crnogorska ćirilica ima dodatna dva slova – Ć i З́, čiji su latinični ekvivalenti Ś i Ź.

## Pretvorbe
Ćirilica se najčešće može pretvoriti u latinicu automatiziranim računalnim alatima. Uvjet je postojanje teksta u digitaliziranom obliku. Neki oblici ćirilice se mogu čak pretvoriti skoro 1:1, to jest svako slovo, ali poneka posebna slova ne postoje u drugim pismima (posebno latinici) najčešće izvedena iz staroslavenskog slova jat.